# Osole
Osole je priimek več znanih Slovencev:
- Franc Osole (1920—2000), kvartarolog: naravoslovec-paleontolog in arheolog, univ. profesor
- Franc Osole (1857—1907), izdelovalec cerkvene opreme
- Marjan Osole (1924—2015), gospodarstvenik (Zreče)
- Max Osole (*1956), fotograf, videast, snemalec
- Zlata Dolinar-Osole (1921—2007), biologinja, antropologinja, univ. profesorica